# بيرند إيشنجر
بيرند إيشنجر (بالألمانية: Bernd Eichinger)‏ مخرج ومنتج أفلام ألماني.

## وفاته
توفي بيرند فجأة في مدينة لوس أنجلس في سن الحادي والستين بسكتة قلبية.

## من أفلامه
- 2013, 3096 [2]

## روابط خارجية
- بيرند إيشنجر على موقع IMDb (الإنجليزية)
- بيرند إيشنجر على موقع روتن توميتوز (الإنجليزية)
- بيرند إيشنجر على موقع مونزينجر (الألمانية)
- بيرند إيشنجر على موقع قاعدة بيانات الأفلام العربية
- بيرند إيشنجر على موقع قاعدة بيانات الأفلام العربية
- بيرند إيشنجر على موقع ألو سيني (الفرنسية)
- بيرند إيشنجر على موقع أول موفي (الإنجليزية)
- بيرند إيشنجر على موقع بوكس أوفيس موجو (الإنجليزية)
- بيرند إيشنجر على موقع قاعدة بيانات الأفلام السويدية (السويدية)
- بيرند إيشنجر على موقع قاعدة بيانات الفيلم (الإنجليزية)